# Estación Florida (Santa Fe)
Florida era una estación de ferrocarril ubicada en las áreas rurales del Departamento Vera, provincia de Santa Fe, Argentina.
Se hallaba sobre la Ruta Provincial 31 a 8 km de la localidad de Intiyaco.

## Servicios
Era una estación intermedia del Ramal F15 del Ferrocarril General Belgrano.